# Rincón del Cinto
Rincón de Cinto es un paraje y centro rural de población con junta de gobierno de 4ª categoría del distrito Pehuajó Norte del departamento Gualeguaychú, en la provincia de Entre Ríos, República Argentina. Se ubica a 15 km de Aldea San Antonio y a 300 km de Paraná, la capital provincial. 
No fue considerada localidad en los censos de 1991 y de 2001 por lo que la población fue censada como rural dispersa. La población de la jurisdicción de la junta de gobierno era de 108 habitantes en 2001.
En su mayoría su población es de agricultores. Su clima es templado y húmedo. La actividad económica principal es la agricultura. El nombre deriva del antiguo dueño de los campos de apellido Cinto, que dio lugar al nombre de la zona y al arroyo Cinto y un puente sobre él.
La junta de gobierno fue creada por decreto 7722/1994 MGJE del 28 de diciembre de 1994. Se halla unida con la junta de gobierno de Rincón del Gato, por lo que sus vocales son elegidos en conjunto.